# Nieuw Engeland, Thomas à Kempisplantsoen en omgeving
Nieuw Engeland, Thomas à Kempisplantsoen en omgeving is een buurt in de Utrechtse wijk West. De buurt wordt door veel Utrechters ook wel New England genoemd.
Tussen Nieuw Engeland en het Thomas à Kempisplantsoen ligt het Majellapark.

## Nieuw Engeland
De buurt Nieuw Engeland is het oudste en meest oostelijke deel van de wijk. De buurt begint in het Verdomhoekje en loopt via de Cremerstraat langs het spoor door tot aan het Cremerplein. De zuidkant van de wijk grenst in zijn geheel aan de Vleutenseweg.

### Geschiedenis
De oorsprong van de naam Nieuw Engeland is niet zeker. De naam Engeland komt als plaatsnaam voor in Gelderland als enge-land, "weiland". Verder zou het een verbastering van eng (smal) land kunnen zijn. Het verhaal gaat ook nog eens dat de architect van de wijk bezeten was van Engeland en dat de wijk daaraan zijn naam te danken heeft.

### Kenmerken
De straatnamen hebben schrijvers en dichters als thema.

### Bereikbaarheid
Nieuw Engeland ligt aan een belangrijke busroute, namelijk de Vleutenseweg. Deze busroute loopt van station Utrecht Centraal via het Westplein en de Vleutenseweg naar onder andere Leidsche Rijn. Hier stoppen verschillende buslijnen van het U-OV van/naar Vleuten en Maarssen.

## Thomas à Kempisplantsoen
De buurt Thomas à Kempisplantsoen is vernoemd naar de middeleeuwse monnik Thomas à Kempis, schrijver van De imitatione Christi. Het is het westelijkste deel van de wijk.

### Ligging
De buurt wordt begrensd door de Vleutenseweg, Thomas à Kempisweg en de spoorlijn Utrecht - Rotterdam. Het is een kleine flatbuurt, gelegen tegenover het Spinozaplantsoen en omgeving.
Omdat deze buurt, net als het Spinozaplantsoen, volgens de gemeente Utrecht niet meer aan de eisen van de moderne tijd voldoet staat zij eveneens op de lijst voor sloop.
Den Hommel · Halve Maan · Laan van Nieuw Guinea, Spinozaplantsoen · Lage Weide · Lombok en Leidseweg · Nieuw Engeland, Thomas à Kempisplantsoen en omgeving · Oog in Al · Schepenbuurt · Welgelegen